# بثع
البَثَع أو الحَفَر أو داء الحَفَر  أو الإسقربوط (بالإنجليزية: Scurvy)‏ هو مرض ناتج عن نقص فيتامين ج (حمض الأسكوربيك). تشمل الأعراض المبكرة للنقص، الضعف، الشعور بالتعب، والتهاب الذراعين والساقين. بدون علاج، انخفاض في خلايا الدم الحمراء، أمراض اللثة، التغيرات في الشعر، والنزيف من الجلد قد تحدث. مع تفاقم البثع، يمكن أن يكون هناك سوء التئام الجروح، تغيرات في الشخصية، وأخيرا الموت بسبب العدوى أو النزيف.
يستغرق الأمر شهرا على الأقل من فيتامين ج قليلا أو معدوما في النظام الغذائي قبل حدوث الأعراض. في العصر الحديث، يشيع البثع بين الأشخاص الذين يعانون من اضطرابات عقلية، عادات الأكل غير العادية، إدمان الكحول، وكبار السن الذين يعيشون بمفردهم. تشمل عوامل الخطر الأخرى سوء امتصاص الأمعاء وغسيل الكلى. في حين أن العديد من الحيوانات تنتج فيتامين ج الخاص بها، فإن البشر وعدد قليل من الحيوانات الأخرى لا تنتجه. فيتامين ج، مضاد للأكسدة، مطلوب لصنع اللبنات الأساسية للكولاجين، الكارنيتين، والكاتيكولامينات، ويساعد الأمعاء في امتصاص الحديد من الأطعمة. يعتمد التشخيص عادة على العلامات الجسدية، الأشعة السينية، والتحسن بعد العلاج.
العلاج هو بمكملات فيتامين ج التي تؤخذ عن طريق الفم. غالبا ما يبدأ التحسن في غضون أيام قليلة مع الشفاء التام في غضون بضعة أسابيع. تشمل مصادر فيتامين ج في النظام الغذائي الحمضيات وعددا من الخضروات، بما في ذلك الفلفل الأحمر، القرنبيط، والطماطم. غالبا ما يقلل الطهي من الكمية المتبقية من فيتامين ج في الأطعمة.
البثع نادر الحدوث مقارنة بنقص التغذية الأخرى. يحدث في كثير من الأحيان في العالم النامي بالاقتران مع سوء التغذية. أُبْلِغ أنه منشر بين اللاجئين بنسبة 5 إلى 45 في المائة. وُصِف البثع في وقت مبكر من زمن مصر القديمة. كان عاملا مقيدا في السفر البحري لمسافات طويلة، وغالبا ما يقتل أعدادا كبيرة من الناس. خلال عصر الشراع، كان من المفترض أن 50 في المائة من البحارة سيموتون بسبب البثع في رحلة كبيرة. يرجع الفضل عموما إلى الجراح الاسكتلندي في البحرية الملكية، جيمس ليند، في إثبات أنه يمكن علاج البثع بنجاح بالحمضيات في عام 1753. ومع ذلك، لم يقنع الإصلاحيون الصحيون مثل جيلبرت بلان البحرية الملكية بإعطاء عصير الليمون لبحارته دوريًَا حتى عام 1795.

## الأعراض والعلامات

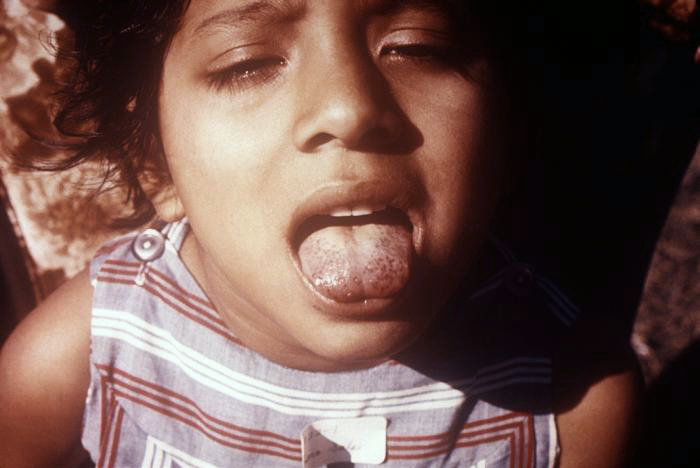
فتاة مصابة بالمرض في اللثة

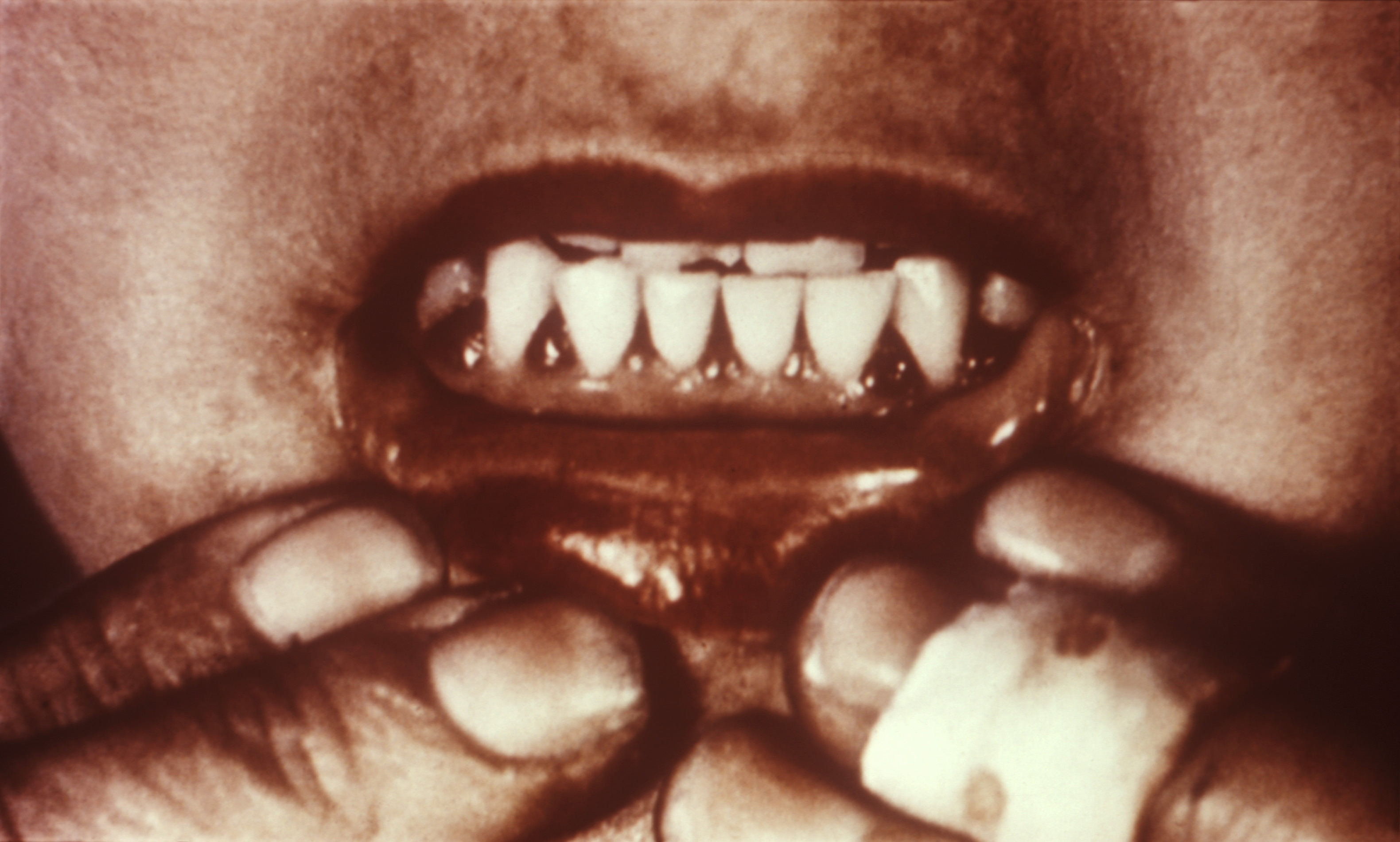
اللثة البثعية، أحد أعراض داء البثع. المناطق على شكل مثلث بين الأسنان تظهر احمرار اللثة.

الأعراض المبكرة هي الشعور بالتوعك والخمول. بعد شهر إلى ثلاثة أشهر يعاني المصاب من قصر في التنفس وآلام في العظام. ينتج ألم العضلات بسبب نقص إنتاج الكارنيتين. وهناك أعراض أخرى مثل حدوث تغيرات في الجلد إذ يصبح ملمس الجلد خشنا، حدوث الكدمات، الحبوب والتهاب دواعم الأسنان في اللثة، خسارة الأسنان وصعوبة التئام الجروح وتغيرات نفسية وعاطفية (والتي يمكن أن تظهر قبل أي تغير فيزيائي). جفاف الفم والعينين كالتي تحدث في متلازمة شوغرن. في مراحل متقدمة، يمكن حدوث اليرقان، الاستسقاء، قلة البول، اعتلال الأعصاب، ارتفاع الحراراة، تشنجات ووقوع الموت فجأة.

## أسباب
يحدث البثع بسبب نقص فيتامين ج. في المجتمعات الغربية الحديثة، يكون البثع نادر الحدوث بين البالغين، بينما يكون منتشرا بين كبار السن والرضع. يتحطم فيتامين ج بفعل عملية البسترة. [بحاجة إلى اقتباس] لذلك يعاني من البثع الأطفال الرضع الذين يتغذون من الحليب غير المدعم المعبأ في زجاجات إذا لم يُزوّدوا بالكمية الكافية من الفيتامينات. تقريبا كل أطعمة الأطفال المباعة يضاف إليها فيتامين ج ولكن الحرارة والتخزين يؤديان إلى تحطيمه. حليب الأم يحتوي على كمية كافية من فيتامين ج إذا كانت الأم تأخذ هذا الفيتامين بكميات كافية.
يعد مرض البثع من الأمراض المصاحبة لسوء التغذية (ومن الأمثلة الأخرى لأمراض ناتجة عن العوز لمغذيات زهيدة المقدار في الجسم مثل نقص فيتامين ب ومرض الحصاف) وما زال منتشرا في المناطق التي تعتمد على المساعدات الغذائية الخارجية. على الرغم من ندرتها، إلا أن هناك حالات مسجلة من البثع ناتجة عن خيارات تغذية سيئة لأشخاص يعيشون في الدول الصناعية.

## التطور
حمض الأسكوربيك ضروري في العديد من عمليات البناء الحيوية حيث يقوم بتسريع التفاعلات التي تُضاف فيها مجموعتي الهيدروكسل والأميد. في عملية تصنيع الكولاجين يؤدي حمض الأسكوربيك دور العامل المساعد للأنزيمين: هيدروكسيلاز البوليل وهيدروكسيلاز الليزيل. هذان الأنزيمان مسؤولان عن عملية إضافة مجموعة الهيدروكسيل للحمضين الأمينيين: برولين ولايسين الموجودان في الكولاجين. يلعب هيدروكسي البرولين وهيدروكسي اللايسين دورا مهما في استقرار الكولاجين عن طريق الروابط الببتيدية. عند حدوث اعتلال في تكوين لييفات الكولاجين يحدث خلل في التئام الجروح. يشكل الكولاجين عنصرا مهما في العظام لذلك عند حدوث أي خلل في تكوينه تتأثر العظام. كما أن اعتلال تكوين الكولاجين في الأنسجة الرابطة يؤدي إلى هشاشة في الأوعية الدموية مما يجعلها معرضة للنزيف.

## الوقاية
يمكن الوقاية من البثع عن طريق اتباع حمية تتضمن تناول الحمضيات مثل البرتقال والليمون. مصادر أخرى غنية بفيتامين ج؛ فواكه مثل: التمر، الجوافة، الكيوي، البابايا، الطماطم، الفلفل والفراولة. ويمكن أن يوجد أيضا في بعض أنواع الخضراوات مثل: الجزر، البروكلي، البطاطا، الملفوف، السبانخ والببريكا. بعض الخضروات والفواكه التي لا تحتوي على كمية كبيرة من فيتامين ج مثل المخلل في عصير الليمون (الليمون غني جدا بفيتامين ج). خلال الحمية المتوازنة، مجموعة متنوعة من المكملات الغذائية متوفرة والتي تمد الجسم بكمية كافية من حمض الاسكوربيك التي تمنع حدوث مرض البثع، حتى أن بعض أنواع السكاكر تحتوي على فيتامين ج.
مجموعة من منتجات الحيوانات مثل الكبد، جلد الحوت، المحار، ومجموعة من أجزاء الجهاز العصبي تتضمن، الدماغ، النخاع الشوكي، نخاع الغدة الفوق كلوية، تحتوي على كمية كبيرة من فيتامين ج والتي يمكن استخدامها لعلاج مرض البثع.
اللحم الطازج من الحيوانات التي تصنع فيتامين ج الخاص بها (معظم الحيوانات تفعل ذلك) تحتوي على كمية كبيرة من فيتامين ج للوقاية من مرض البثع. وبعض منهم يعالجه جزئيا. هذا سبب ارتباكا في أوائل اكتشاف المرض، لأنه لوحظ أن هذا المرض يصيب فقط الأشخاص الذين يتناولون الأطعمة المحفوظة لمدة طويلة والأطعمة المعلبة. ولا يصيب الأشخاص الذين يتناولون أي نوع من الأطعمة الطازجة، تتضمن النظام الغذائي القطبي والتي تعتمد على اللحوم. في بعض الحالات (المحاربين الفرنسيين يتناولون لحم الحصان الطازج)، اكتُشف أن اللحم وحده، حتى اللحم المطبوخ جزئيا، يمكن أن يخفف من مرض البثع. في حالات أخرى، الحمية التي تعتمد على اللحم وحده يمكن أن تسبب مرض البثع. مجموعة من هذه الملاحظات المرتبطة بأن مرض البثع مرتبط فقط بتناول الأطعمة المحفوظة، دفع المستكشفين إلى لوم البثع الذي سبب نوع من التشكيك الذي عم الأطعمة المعلبة.

## العلاج
يمكن علاج مرض البثع بتناول الأطعمة الغنية بفيتامين ج كالبرتقال والبابايا والليمون والفراولة أو بتناول أقراص فيتامين ج.

## توقعات سير المرض
ترك مرض البثع بدون علاج هو أمر قاتل، إلا أن الموت من البثع في عصرنا الحديث أمر نادر، حيث كل ما يتطلبه علاجه الحصول على المعدل المناسب من فيتامين ج فهو سهل العلاج إذا شخص تشخيصًا صحيحًا. ويمكن الحصول على الكميات المناسبة من فيتامين ج من المكملات الغذائية و/أو الفواكه الحمضية.

## لمحة تاريخية
وثق أبقراط البثع كمرض، وسجل المصريون القدماء أعراضه منذ 1550 ق.م . وكانت معرفة أن تناول الأطعمة المحتوية على فيتامين ج تعالج المرض يعاد اكتشافها وتضيع ضياعًا متكررًا حتى بدايات القرن العشرين. كما تمت الإشارة إلى مرض البثع في الفيلم والرواية العالمية (ثورة على السفينة باونتي) وكان من أسبابه تناول نوع واحد من الطعام لفترات طويلة تدوم لأشهر.
أصبح من المعروف اليوم أن مرض البثع ينتج عن نقص (عوز) تغذوي، وذلك منذ أن عُزِل فيتامين (ج) وإثبات ارتباطه المباشر بالمرض عام 1932. سبق ذلك وضع العديد من النظريات والعلاجات بناء على القليل من التجارب أو حتى بدون أي منها. وينسب هذا التضارب إلى نقص فيتامين (ج) كمفهوم أساسي ومميز وعدم القدرة على الربط ربطًا موثوقًا بين مختلف الأغذية المحتوية على فيتامين ج (ج) (حيث يُلاحظ وجوده في الحمضيات الطازجة والبقوليات واللحوم العضوية). ويتطلب فهم مرض البثع مفهوما إضافيا وهو تحلل فيتامين ج عند تعرضه للهواء وأملاح النحاس والعناصر الانتقالية الأخرى كالحديد، وبذلك تغيير ارتباط الأطعمة بالبثع على مر الزمن. يتطلب تصنيع الكولاجين في جسم الإنسان فيتامين ج. الاسم العلمي لفيتامين ج هو حمض الاسكوربيك وهو مشتق من الاسم اللاتيني للمرض الناتج من نقص فيتامين ج.
العلاج بالأطعمة الطازجة، خاصة الحمضيات طبق منذ العصور القديمة. وبقيت العلاجات حتى عام 1930 غير متناسقة مع وجود العديد من العلاجات غير الفعالة التي استخدمت في القرن العشرين. كان الجراح الأسكتلندي في البحرية الملكية، جيمس ليند، أول من أثبت إمكانية علاج البثع بالحمضيات، وذلك من خلال تجارب وصفها في كتابه ال1753 «مقال عن البثع» وعلى الرغم من ذلك تبع ذلك محاولة فاشلة مع مستخلص عصير الليمون، ومضى أربعون عاما قبل أن تصبح الوقاية الفعالة المبنية على المنتجات الطازجة منتشرة انتشارًا واسعًا. كان البثع شائعا بين البحارة والقراصنة وغيرهم من راكبي البواخر لفترات تفوق مدة خزن الفواكه والخضراوات، معتمدين أساسًا على اللحوم المعالجة المملحة والحبوب المجففة، وكذلك في الجنود المحرومين من هذه الفواكه والخضراوات لفترات طويلة. وصف أبقراط البثع (460 ق.م-380ق.م)، وعرف العلاج بالأعشاب في العديد من الثقافات المحلية منذ قبل التاريخ. كان البثع أحد معوقات الرحلات البحرية حيث كان يقتل عددا كبيرا من المسافرين والطاقم على السفن المخصصة للسفر لمسافات طويلة. أصبح هذا الامر هاما في أوروبا منذ بداية العصر الحديث، عصر الاستكشاف في القرن الخامس عشر، حتى خلال الحرب العالمية الأولى في بدايات القرن العشرين. يسمى مرض البثع في الرضع مرض «بارلو» وذلك نسبة إلى توماس بارلو، طبيب بريطاني وصف المرض عام 1883. ويعرف انسدال (تدلي) الصمام التاجي بمرض بارل أيضا. من المرادفات الأخرى لمرض البثع، مرض مولر ومرض تشيدل.
لا يحدث مرض البثع في معظم الحيوانات حيث أنها تقوم بتصنيع فيتامين ج داخل أجسامها على خلاف البشر والرئيسيات العليا (السعالي والقرود وقرود الترسير) وخنازير غينيا ومعظم الخفافيش وبعض أنواع الطيور والأسماك تفتقر الأنزيم المسؤول عن تصنيع فيتامين ج (L-gulonolactone oxidase). ولذلك يجب أن تحصل على فيتامين ج من خلال الأطعمة.

## البثع في الحيوانات
تقوم كل أنواع النباتات والحيوانات تقريبا بتصنيع فيتامين ج باستثناء بعض الثديات كصف الخفافيش وأحد رتب النسناسيات بسيطة الأنف كالقرود وبني البشر. تصنع الهباريات فيتامين ج بنفسها وتشمل هذه المجموعة اللوريات واللوريس والبوتو والجلاجو. هناك على الأقل نوعان من الكيبيائية (خنازير الماء وخنازير غينيا) لا تقوم بتصنيع حمض الاسكوربيك. هناك أيضا أنواع معروفة من الأسماك والطيور لا تقوم بتصنيع فيتامين ج. كل أنواع الكائنات الحية التي لا تقوم بتصنيع فيتامين ج يجب أن تحصل عليه من الحمية الغذائية، ونقصه يؤدي إلى مرض البثع عند الإنسان وإلى أعراض مشابهة عند الحيوانات.

## معرض صور

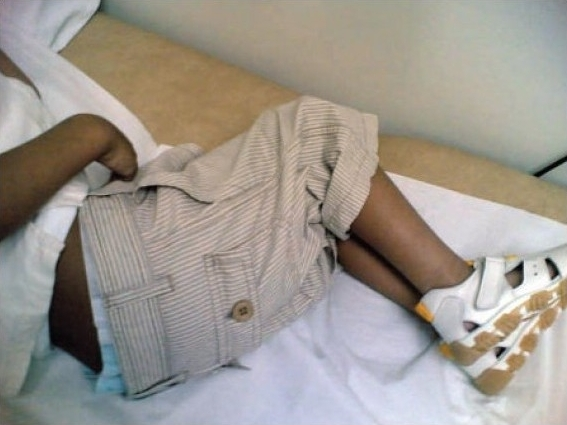
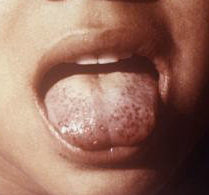
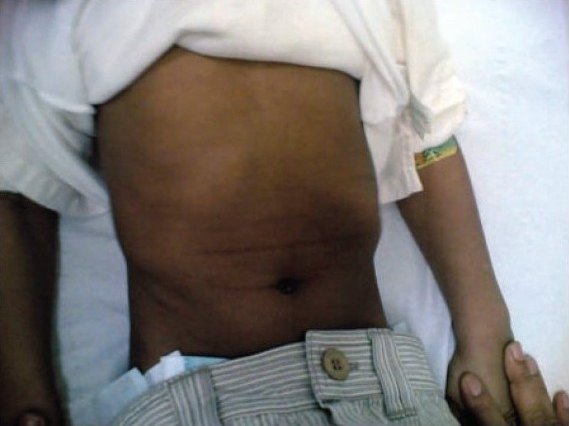